# Кембриджська суперечка про капітал
Кембриджська суперечка про капітал, також суперечка про капітал або суперечка двох Кембриджів — дискусія між прихильниками двох різних теоретичних поглядів в економічній науці на природу і роль капіталу. Критичні публікації почались в середині 1950-х і тривали до середини 1970-х років. Дискусія торкалась ролі та сутності капітальних благ, під критикою опинилась неокласична концепція сукупного виробництва та розподілу.
Назва виникла як віддзеркалення розташування учасників, залучених до дискусії, яка йшла, переважно, між економістами з Кембриджського університету (Велика Британія), такими як Джоан Робінсон і П'єро Сраффа, та економістами Массачусетського технологічного інституту в Кембриджі (США, штат Массачусетс), такими як Пол Самуельсон і Роберт Солоу.
Англійську сторону частіше називають «посткейнсіанською», іноді «неорикардианською», а американську — «неокласичною».
Велика частина дебатів мала математичний характер, а деякі основні елементи дискусії можна трактувати як частину проблеми агрегації. Критика неокласичної теорії капіталу може бути коротко викладена наступним чином: теорія страждає «помилкою композиції» — ми не можемо поширювати мікроекономічні концепції на макроекономіку.
Суперечка оголила теоретичні протиріччя в економічній науці. Іноді сучасні автори не бачать в суперечці нічого значущого, описують її як «бурю в склянці води». Підсумки дебатів та широта їх наслідків не мають консенсусного трактування серед економістів і залишаються дискусійними.

## Попередня історія
У класичній політекономії економічне зростання вважається екзогенним: воно залежить від зовнішніх самостійних показників, таких як зростання населення, технологічні зміни, кількість природних ресурсів. Класична теорія стверджує, що збільшення одного з факторів виробництва (праці або капіталу) при збереженні іншого чинника незмінним і без технологічних змін призведе до збільшення обсягу виробництва, але зі спадаючою швидкістю, яка в кінцевому підсумку наблизиться до нуля.
Так званий природний темп економічного зростання визначається як сума зростання робочої сили і зростання продуктивності праці. Концепція природного темпу зростання вперше з'явилася в статті Роя Харрода 1939 року у вигляді «максимальний темп зростання, що допускається зростанням населення, накопиченням капіталу, технічним рівнем і графіком робочого часу, маючи на увазі умову повної зайнятості». Якщо фактичний темп економічного зростання падає нижче природного темпу, то рівень безробіття буде рости, а якщо він піднімається вище природного темпу — рівень безробіття впаде. Отже, природним повинен бути такий темп зростання, який підтримує безробіття на незмінному рівні.
Якщо припустити, що природний темп зростання є не екзогенних, а ендогенних (залежить від внутрішніх чинників, наприклад, від попиту або колишнього темпу економічного зростання), тоді це матиме два наслідки. Наслідком на теоретичному рівні, є вплив на ефективність і швидкість процесу коригування між природним і гарантованим темпами зростання в моделі зростання Харрода. Крім того, існують наслідки для вирішення питання, як слід розглядати процес зростання, а також для розуміння того, чому темпи зростання в різних країнах розрізняються: чи розглядається зростання як результат пропозиції (ми нарощуємо пропозицію до тих пір, поки не стикаємося з виробничими обмеженнями і подальше зростання можливе тільки після подолання цих обмежень); або результат попиту (кейнсіанство — ми завжди обмежуємо випуск продукції тому, що не можемо продати, а не тому, що не можемо виробляти); або зростання обумовлюється обмеженим попитом, поки не починають діяти обмеження пропозиції (якщо ми можемо виробляти, то зростання залежить від попиту, а якщо досягли технічного межі — зростання залежить від технологічних нововведень).
Харрод створив математичну модель зростання, згідно з якою природний темп зростання виконує дві важливі функції:
- По-перше, він встановлює межу розбіжності між фактичною швидкістю зростання і гарантованою швидкістю зростання[note 3] і циклічні зростання переборюють спади. Це важливо для формування циклічної поведінки в моделях економічного циклу, які засновані на рекурентних рівняннях першого порядку.
- По-друге, він судячи з усього вказує на максимально досяжний довгостроковий темп зростання[note 4].

Природний темп зростання розглядається як суто екзогенний, який визначається зростанням робочої сили і зростанням продуктивності праці, які не розглядаються як ендогенні щодо попиту.
Крім того, в теорії Харрода не було ні фіскального, ні іншого економічного механізму, який міг би привести гарантовані темпи зростання у відповідність з природними темпами зростання, тобто щоб суспільство мало можливість максимально або найбільш повно використовувати свої ресурси.

## Головне питання
Грунтом для початку дебатів між неокласичними і кейнсіанскими (посткейнсіанськими) економістами слугувало питання про те, чи є природні темпи зростання екзогенними або ендогенними по відношенню до попиту (зростання споживання є причиною зростання обсягу виробництва, чи навпаки — зростання обсягу виробництва є причиною зростання споживання). Кейнс і його послідовники стверджують, що зростання в першу чергу обумовлене попитом, оскільки збільшення пропозиції робочої сили, а також зростання продуктивності праці є реакцією на збільшення попиту, як національного, так і іноземного. На думку посткейнсианців, це не означає, що зростання попиту визначає зростання пропозиції без обмежень; скоріше вони стверджують, що не існує єдиного шляху зростання з повною зайнятістю і що в багатьох країнах обмеження зростання через попит пов'язане з надмірною інфляцією і труднощами платіжного балансу, як правило, виникає задовго до того, як будуть досягнуті обмеження з боку пропозиції (виникнуть труднощі зі збільшенням випуску).
На думку Джоан Робінсон, предметом зіткнення двох Кембриджів були не стільки проблема вимірювання обсягу капіталу[⇨], скільки питання про первинність: заощадження визначають інвестиції за допомогою зміни цін, або інвестиції визначають заощадження через зміни в співвідношенні заробітної плати та прибутку.

## Моделі

### Модель Харрода— Домара

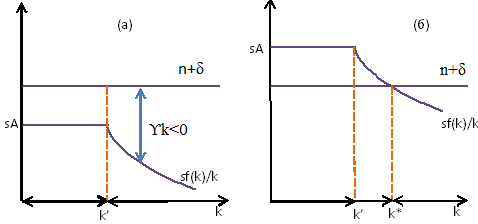
Рівень амортизації та криві заощадження в моделі Харрода-Домара

Рой Харрод у своїй головній праці представив модель, яку згодом уточнив Євсій Домар. У ній зростання економіки залежить від рівнів заощаджень і продуктивності капіталу. Незважаючи на те, що відправні точки моделі відображали погляди Кейнса, модель Харрода-Домара стала попередницею моделі Солоу (моделі екзогенного зростання, яка суперечить поглядам Кейнса).
Відповідно до моделі Харрода-Домара, існують три істотних параметра зростання: гарантований темп зростання; темп фактичного зростання; і природний темп зростання.
- Гарантований темп зростання — це темп зростання, при якому всі заощадження трансформуються в інвестиції, що дозволяє економіці стабільно розвиватися і не впадати в рецесію.
- Фактичне зростання — це реальне збільшення річного ВВП країни.
- Природний темп росту — це темп економічного зростання, який потрібен для підтримки повної зайнятості. Наприклад, якщо трудові ресурси ростуть на 3 відсотки в рік при інших рівних умовах, то для збереження повної зайнятості щорічний темп зростання економіки має становити 3 відсотки[1].

Економісти-неокласики вказали на недоліки моделі Харрода-Домара, зокрема, на те, що її рішення є нестабільними. Наприкінці 1950-х років почалась академічна дискусія, яка привела до розробки моделі Солоу.

### Модель Солоу— Свона

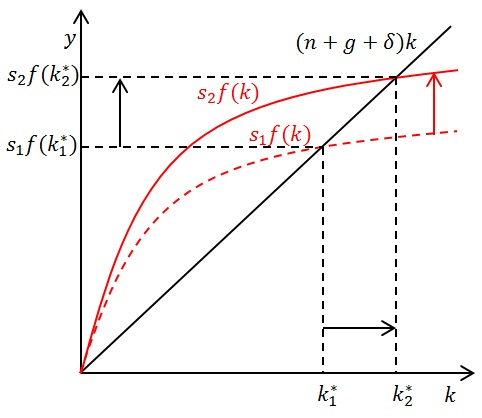
Зміна норми заощаджень в моделі Солоу

Модель була розроблена незалежно один від одного Робертом Солоу і Тревором Своном в 1956 році як альтернатива кейнсіанській моделі Харрода — Домара. Солоу і Свон запропонували економічну модель довгострокового економічного зростання в рамках неокласичної теорії. Довгострокове економічне зростання вони поставили в залежність від нагромадження капіталу, зростання трудових ресурсів або чисельності населення, збільшення продуктивності (технологічний прогрес). За своєю суттю модель пропонує неокласичну (сукупну) виробничу функцію (варіант функції Кобба — Дугласа), яка дозволяє моделі «вступати в контакт з мікроекономікою».

## Суперечка
Відсутність в моделі Харрода-Домара механізму, який міг би привести гарантований темп зростання у відповідність з природним темпом зростання, викликав дискусію в середині 1950-х років, яка «більше двох десятиліть займала найвидатніших вчених серед професійних економістів». Неокласичну та неокейнсианську сторону представляли Пол Самуельсон, Роберт Солоу і Франко Модільяні, які викладали в Массачусетському технологічному інституті в Кембриджі, штат Массачусетс, США, а кейнсіанську і посткейнсіанскую сторону представляли Ніколас Калдор, Джоан Робінсон, Луїджі Пазінетті, П'єро Сраффа і Річард Кан, які в основному викладали в Кембріджському університеті у Великій Британії . Однакова назва цих двох міст визначила, що дискусію стали називати «суперечкою двох Кембриджів».
Обидва табори визнавали природний темп зростання як даність. Практично вся увага в дискусії була зосереджена на потенційних механізмах, за допомогою яких було б можливо домогтися того, щоб гарантовані темпи зростання наближались до природних темпів, визначаючи в кінцевому підсумку напрямок довгострокового рівноважного зростання. Американська сторона зосередилась на з'ясуванні, як взаємне заміщення зростаючих з різними темпами праці і капіталу впливає на співвідношення капіталу і випуску (результату виробництва). Англійська сторона зосередилась на розгляді, як зміни в розподілі доходів від виробництва між заробітною платою і прибутком впливають на норму заощаджень, виходячи з того, що схильність до заощадження з прибутку вище, ніж із заробітної плати.
Крім того, англійці доводили, що частки факторів виробництва в доході (розподіл доходу між факторами виробництва) і ціни цих факторів (в першу чергу, норма прибутку на капітал) не регулюються системою рівноважних конкурентних цін. Якщо частку або інший порядок розподілу доходів між факторами не встановити заздалегідь, то в моделях немає механізму досягнення рівноваги цін і стабілізації розміру часток для факторів при розподілі результатів виробництва.

## Ідеологічні розбіжності
Дебати виявилися досить емоційними, тому що начебто формальна критика теорії граничної продуктивності мала не тільки науково-академічні, а й ідеологічні наслідки. Відомий неокласичний економіст Джон Кларк бачив рівноважну норму прибутку (яка визначає дохід власників основних засобів, капіталу) як ринкову ціну (яка в свою чергу залежна від застосованих технологій), пов'язану з пропорціями, в яких задіяні «фактори виробництва». Це зрівнювало економічну природу відсотків на капітал (як ціну капіталу) з економічною природою заробітної плати (як ціну праці). При цьому виходило, що прибуток власникам капіталу приносять звичайні (стандартні) операції в умовах конкуренції, а зовсім не якісь унікальні здібності підприємця. Відповідаючи на звинувачення, що він має на увазі «експлуатацію праці», Кларк писав:
 Мета цієї роботи ["Розподіл добробуту", 1899 рік] в показі, що розподіл доходів суспільства контролюється природним законом, і що цей закон, якби він працював без тертя, давав би кожному агенту виробництва ту кількість багатства, яке створює цей агент. Хоча заробітна плата і може бути скоригована шляхом угод, що укладаються між окремими людьми [маються на увазі прямі договори без впливу профспілок та інших «недосконалостей ринку»], але ставки заробітної плати, що виникають в результаті таких угод, по всьому, рівні тієї частини промислового продукту, який породжений саме працею; у свою чергу, відсотки [тобто прибуток] можуть бути скориговані шляхом аналогічного вільного торгу, і вони, природно, мають тенденцію дорівнювати частці продукту, яка породжена капіталом.
Оригінальний текст (англ.)
It is the purpose of this work [his 1899 'Distribution of Wealth'] to show that the distribution of the income of society is controlled by a natural law, and that this law, if it worked without friction, would give to every agent of production the amount of wealth which that agent creates. However wages may be adjusted by bargains freely made between individual men [i.e., without labor unions and other "market imperfections"], the rates of pay that result from such transactions tend, it is here claimed, to equal that part of the product of industry which is traceable to the labor itself; and however interest [i.e., profit] may be adjusted by similarly free bargaining, it naturally tends to equal the fractional product that is separately traceable to capital

Таким чином розподіл доходів треба розглядати в рамках загальної теорії формування цін, а не робити з цього міжкласову проблему. Такий висновок, з одного боку, суперечить класичній економічній теорії, де прибуток трактується як вилучення з результатів виробництва, що відбувається швидше адміністративно, ніж за ринковими законами; з іншого боку, розподіл в рамках теорії цін повністю залежить від можливості визначити і зпівставити між собою обсяги кожного з факторів виробництва [⇨].
У свою чергу, кейнсіанство розглядає прибуток як винагороду за збереження, тобто за відмову від поточного споживання на користь створення засобів виробництва («капітальних благ», хоча пізніше Джон Кейнс і його послідовники вказували, що заощадження не ведуть автоматично до інвестицій в матеріальні засоби виробництва). З цієї точки зору, прибуток є нагородою для тих, хто високо цінує майбутній дохід і готовий жертвувати поточними задоволеннями. Однак, строго кажучи, сучасна неокласична теорія не говорить про те, що дохід капіталу або праці є винагородою в якомусь моральному або нормативному сенсі.
Джоан Робінсон вважала, що економічні процеси не призводять до рівноваги, тому безглуздо аналізувати рівновагу заради дослідження зростання капіталу, режим накопичення капіталу визначається не природною схильністю людей до заощадження, а обумовлюється структурою розподілу доходу між суспільними класами, тобто категорія капіталу в принципі не може бути представлена через виробничу функцію.
На думку Сраффи, навіть якщо засоби виробництва «заробили» прибуток з розрахунку їх граничного продукту, це не означає, що їхні власники (тобто капіталісти) брали будь-яку участь у створенні продукту і за це повинні бути винагороджені. Сраффа вважав, що норма прибутку не є ціною, і незрозуміло, чи визначається вона взагалі ринковими механізмами (зокрема, вона лише частково відображає дефіцит коштів виробництва щодо попиту на них). У той час як ціни на різні види засобів виробництва (капітальних товарів) є лише цінами, норма прибутку може розглядатися з марксистських позицій, оскільки вона відображає соціальну та економічну владу, яка дає меншості, що володіє капіталом, можливість експлуатувати робочу більшість і отримувати прибуток. Але не всі послідовники Сраффа інтерпретують його теорію виробництва і капіталу таким марксиським чином. При цьому не всі марксисти приймають сраффівську економічну модель. Наприклад, Майкл Лебовіц і Френк Рузвельт дуже критично ставляться до сраффівської інтерпретації, за винятком суто технічної критики неокласичного підходу. Є також марксистські економісти, такі як Майкл Альберт і Робин Ханель, які вважають сраффівську теорію цін, заробітної плати і прибутку досконалішою за теорію Маркса.

## Проблема агрегації

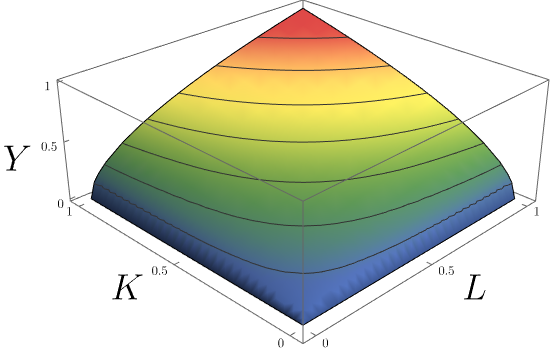
Функція Кобба — Дугласа залежності результату від витрат праці та капіталу з високою еластичністю заміщення

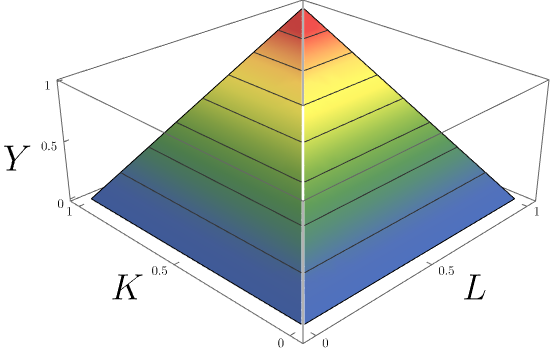
Функція Леонтьєва залежності результату від двох факторів (витрат праці та капіталу з нульовою еластичністю заміщення, кольором відзначені рівні між кривими байдужості)

У неокласичної теорії постулюється існування однозначного (функціонального) зв'язку між задіяними у виробництві «кількостями» ресурсів (праці і капіталу) та фізичним (натурально-речовим) обсягом продукції. Часто розглядається модель Солоу, в якій виробнича функція може мати вигляд
{\displaystyle Q=Af(K,L)} або {\displaystyle Q=f(K,L)}
де Q — кількість товарів на виході,
A — коефіцієнт ефективності, що залежить від технології,
K — сумарна кількість основних засобів (агрегований капітал),
L — сумарна кількість праці.
При використанні різних функцій {\displaystyle f()} можливо отримати досить різні графіки. Модель Солоу орієнтована на використання різновиду функції Кобба — Дугласа, так як модель передбачає випуск продукції тільки одного роду («однорідного продукту»), який використовується як для споживання, так і для інвестування. Передбачається, що одиниця виробляємого однорідного продукту береться в якості базового розміру масштабу цін. В моделі капітал однорідний за своїм фізичним складом або вважається, що його можливо звести до однорідного. Тому вартість кожного основного засобу виражається в певній кількості кінцевої продукції. Передбачається, що різні види праці також однорідні. По суті, така модель все товарне розмаїття реальної економіки спрощує до одного стандартного товару, а всі види праці — до одного її різновиду, всі види виробництва — до однієї фабрики, без поділу їх на декілька різних агентів. При цьому обидва вхідні параметри роблять позитивний вплив на випуск зі зменшенням граничної прибутковості (висока еластичність заміщення).
У деяких більш складних моделях загальної рівноваги, розроблених неокласичної школою, праця і капітал передбачаються неоднорідними і вимірюються в фізичних одиницях.
Використання в маржиналізмі поняття граничної фізичної віддачі фактора виробництва передбачає, що можливо підрахувати використану кількості кожного з факторів виробництва і зробити аналіз впливу зміни кількості одного з факторів на випуск. Якщо визначити обсяг будь-якого фактора виробництва неможливо, тоді неможливо визначити віддачу не тільки цього фактора, але і всіх інших. Адже сама ідея граничної віддачі передбачає можливість зміни кількості тільки одного фактора при незмінних кількостях всіх інших, що неминуче вимагає можливості виміряти і контролювати кількісно всі використані фактори. Вважається, що доходи факторів праці та капіталу (заробітна плата, процентна ставка) визначаються ринком з балансу попиту і пропозиції, при цьому в точці рівноваги ціна фактора (витрати виробника на залучення додаткової одиниці фактора) дорівнює його граничній продуктивності. Таким чином, на ідеальних ринках товарів і ресурсів граничний продукт праці в одиниці товару буде дорівнювати частці від ділення заробітної плати на обсяг випуску. Для даної дискусії дуже важливо те, що норма прибутку (іноді її ототожнюють з процентною ставкою, тобто вартістю позикових коштів) повинна дорівнювати граничному продукту капіталу (в даному випадку під «капіталом» треба розуміти «капітальні товари» або «основні засоби»).
Друге важливе припущення полягає в тому, що зміна ціни фактора виробництва призведе до зміни обсягу використання цього фактора — падіння заробітної плати призведе до зростання норми прибутку і до збільшення використання праці у виробництві. Закон спадної граничної прибутковості має на увазі, що більш широке використання одного з факторів при інших рівних умовах буде означати більш низьку граничну продуктивність: оскільки фірма отримує менше від додавання черговий одиниці основних засобів, ніж отримано від попередньої, за умови максимізації прибутку норма прибутку повинна зростати, щоб стимулювати використання цієї додаткової одиниці.
Тому теорія граничної продуктивності опиняється перед дилемою: якщо розподіл доходу між працею і капіталом ще не відбувся, то неможливо визначити сукупний (грошовий) розмір капіталу, так як він розраховується на підставі знання результату поділу доходу (підсумкового прибутку) і норми прибутку. Якщо ж розподіл доходу вже відбувся, то стає можливим говорити про грошовий розмір капіталу, але тоді теорія граничної продуктивності не може бути використана для пояснення розподілу доходу, оскільки пропорція розподілу буде встановленою зовні.
П'єро Сраффа та Джоан Робінсон, чиї роботи стали початком Кембридзької суперечки, вказували, що при застосуванні цієї моделі розподілу доходів на користь капіталу виникає проблема системи вимірювання. Прийнято вважати, що капіталістичний дохід (загальний прибуток або дохід від власності) визначається як норма прибутку, помножена на суму (кількість) капіталу. У своїй журнальній статті, опублікованій відразу декількома виданнями («Review of Economic Studies» та «Economic Philosophy») Робінсон розкритикувала концепцію виробничої функції та неокласичну теорію розподілу доходу. Ще у 1954 році вона писала:
 Виробнича функція була і залишається потужним інструментом обдурення. Студента, який вивчає економічну теорію, змушують писати Q = f (L, K), де L & — кількість праці, K — кількість капіталу, а Q — випуск товарів. Студента вчать вважати всіх робочих однаковими і міряти L в людино-годинах; йому щось говорять про проблему індексу при виборі показника випуску; і квапляться перейти до наступного питання в надії, що він забуде запитати, в чому вимірюється K. Перш ніж у нього виникне таке питання, він сам вже стане професором. Так звичка до інтелектуальної недбалості і передається з покоління у покоління.
— Виробнича функція і теорія капіталу
Як стверджувала Робінсон, крім цін для кожного капітального товару не існує іншого невід'ємного елементу цих товарів, який можливо скласти і результат вважати кількістю капіталу. Але розглянута модель ще до визначення цін вимагає знати або вміти підраховувати «суму капіталу», тобто вимагає підсумовування абсолютно несумісні фізичні об'єкти — наприклад, додавати кількість вантажівок до чисельності комп'ютерів. Якщо ж аргументи для виробничої функції брати в грошовому вимірі, то виникає ходіння по колу: виробнича функція визначає граничну продуктивність факторів, що визначає розподіл доходу на частки для факторів, а частка капіталу в доході визначає розмір потрібного капіталу (тобто задає вхідний параметр). Це протиріччя можливо вирішити тільки знаходженням натурально-речових (не грошових), однорідних одиниць вимірювання факторів виробництва і результату.

### Ідеї П'єро Сраффи
Економісти-неокласики не бачили проблему у відсутності єдиної одиниці виміру капіталу, тобто у вимірі кількості фізично різнорідних капітальних товарів. Вони говорили: просто складіть грошову вартість усіх цих різних елементів капіталу, щоб отримати сукупну суму капіталу (враховуючи вплив інфляції). Але П'єро Сраффа показав, що грошова міра розміру капіталу залежить, в тому числі, від норми прибутку. І це велика проблема, тому що неокласична теорія говорить нам, що сама норма прибутку повинна визначатися кількістю використаного капіталу. Тобто в неокласичній аргументації виникає замкнуте коло. Зменшення норми прибутку гарантовано має прямий вплив на кінцевий результат для незмінної кількості використаного фізичного капіталу (обладнання), і зовсім не обов'язково призводить до зміни фізичної кількості використаного обладнання.
Розглянемо на прикладі. Припустимо, що капітал у вигляді основних фондів зараз складається з 10 вантажних автомобілів та 5 лазерів. Вантажівки продаються по 50 000 доларів за штуку, а кожен лазер — по 30 000 доларів. Таким чином, поточна вартість капіталу дорівнює сумі добутків (ціна) * (кількість) = 10 * 50000 + 5 * 30000 = 650 000 доларів = К.
Як уже зазначалося, якщо норма прибутку зросте, тоді K може змінитись. Щоб побачити це, визначимо вартість для двох видів засобів виробництва. Дотримуючись правил ціноутворення класичної економікі для виробленої продукції, для кожного товару ціна визначається витратами виробництва:
P = (вартість робочої сили на одиницю) + (капітальні витрати на одиницю) * (1 + r)
Тут P — ціна товару,
r — норма прибутку.
Припустимо, що власники заводів отримують винагороду у формі доходу, який пропорційний капіталу, який вони авансували для виробництва (при цьому рівень доходу визначається нормою прибутку). Припустимо, що вартість робочої сили на одиницю продукції дорівнює W в кожній галузі і не змінюється. При цьому і r, і W всюди рівні через конкуренцію, тобто через перетікання капіталу і робочої сили між галузями.
Такий підхід має ряд особливостей:
- Ця концепція ціноутворення відноситься до довгострокової тенденції ціни і відрізняється від стандартної неокласичної концепції «попиту та пропозиції». Таке різночитання може бути погоджено, якщо припустити, що зберігається постійна віддача від масштабу (при збільшенні кількості всіх факторів в однаковій пропорції в тій самій пропорції збільшується випуск продукції).
- У цьому формулюванні норма прибутку не розглядається як ціна капіталу, що визначається попитом і пропозицією. Швидше, це більше відповідає неокласичним уявленням про «нормальний» прибуток — базовий рівень прибутку, який власники капіталу повинні отримувати, щоб залишатись в бізнесі у своїй галузі.
- У той час як неокласична економіка передбачає, що «нормальна» прибутковість визначається сукупним виробництвом (як було розглянуто вище), це формулювання приймає норму прибутку як задану екзогенно, що ставиться під сумнів всю неокласичну теорію формування норми прибутку: якщо ми можемо перейти від граничної продуктивності капіталу до норми прибутку, ми повинні бути в змозі перейти від норми прибутку до граничного продукту від капіталу. У будь-якому випадку, мало хто з учасників Кембриджської суперечки розглядав критику Сраффи з таких позицій.

Повернемось до формули ціни, викладеної вище. Як і в реальному світі, капіталомісткість продукції (капітальні витрати на одиницю) різниться між галузями, які продукують різні види засобів виробництва. Припустимо, що для виробництва вантажних автомобілів потрібно вдвічі більше капіталу на одиницю продукції, ніж для виробництва лазерів (припускається, що ці пропорції будуть незмінні), тому капітальні витрати на одиницю дорівнюють 20 000 доларів для вантажних автомобілів (T) і 10 000 доларів для лазерів (L). Отримуємо:
P T = W + 20 000 * (1 + r)
P L = W + 10 000 * (1 + r)
Якщо W = 10 000 доларів та r = 1 = 100 % (явне перебільшення використовується для наочності розрахунків), то отримуємо P T = 50 000 доларів і P L = 30 000 доларів, що відповідає цінам з прикладу і, як було зазначено вище, при цьому К = 650 000 доларів.
Тепер припустимо, що за інших рівних умов r падає до нуля (ще одне свідоме перебільшення). Тоді P T = 30 000 і P L = 20 000 доларів (падіння на 40 % і 33,3 % відповідно), а вартість капіталу у вигляді тої ж кількості обладнання тепер буде дорівнює 10 * 30000 + 5 * 20000 = 400 000 доларів (падіння на 38,5 %). Таким чином, розмір К в грошовій формі змінюється в залежності від норми прибутку. Розмір капіталу в розрізі груп змінюється в залежності від відносної капіталоємності двох галузей, а не пропорційно один одному (як це відбувається при загальній інфляції або дефляції, коли змінюються ціни на один і той самий відсоток).
Такий дисбаланс не змінюється і в тому випадку, якщо припустити, що капітальні витрати на одиницю капітальних благ будуть залежати від зміни двох цін. Не міняє ситуацію і зміна розміру заробітної плати (вартості робочої сили на одиницю, W).
Зрозумілим виходом є розрахунок розміру капіталу на основі першого набору цін та ігнорування їх зміна після виробництва (як у методиках корекції впливу інфляції). Проте, це не працює, тому що зміна норми прибутку розглядається теорією як зміна в певний момент часу, як математична даність, а не як частина історичного процесу. Справа в тому, що у випадку неспроможності неокласичної концепції пояснити справи, що відбуваються в обумовлений час (в статиці), марно сподіватись на розв'язання більш складних проблем динаміки. Ця критика неокласичної концепції швидше пов'язана з визначенням основних технічних недоліків теорії, ніж з пропозицією альтернативи.
В цілому, ця дискусія доводить, що розподіл доходу між факторами виробництва (включаючи норму прибутку r) допомагає підрахувати грошовий розмір капіталу, але сам розподіл не формується виключно грошовим розміром капіталу. Це також говорить про те, що фізичний капітал неоднорідний і його кількість не може визначатись додаванням настільки ж легко, як фінансовий капітал, який має тільки грошову форму. Але і у випадку фінансового капіталу, його сукупний розмір залежить від розміру відсоткової ставки.
Сраффа запропонував метод підсумовування (який частково випливає з марксистської економіки), за допомогою якого можна було б виміряти розмір фізичного капіталу: шляхом перерахунку всіх машин до суми колишньої праці (попередніх періодів). Машина, вироблена в 2000 році, може розглядатись як використані для її виробництва трудові і товарні ресурси, випущені в попередньому періоді (у 1999 році), помножені на норму прибутку. У свою чергу, товарні витрати 1999 року можуть бути далі зведені до трудових і матеріальних витрат, які потрібні були для їх створення в 1998 році, знову помножені на норму прибутку. І так до тих пір, поки нетрудовий компонент не зменшиться до незначної (але ненульової) суми. Потім можна скласти вартість раніше витраченої праці на випуск вантажівки з вартістю раніше витраченої праці на випуск лазера.
Сраффа сам же і відзначав, що цей метод підрахунку як і раніше включав в себе норму прибутку і розмір капіталу залежав від неї. Це змінило прийнятий неокласичною економікою напрямок причинно-наслідкового зв'язку між нормою прибутку і обсягом капіталу. Крім того, Сраффа показав, що зміна норми прибутку призводить до зміни грошової оцінки одного й того ж фізичного капіталу, причому вельми нелінійним чином: зростання норми прибутку може спершу збільшити сприйняту вартість вантажівки більше, ніж лазера, але подальше збільшення норми прибутку може привести до прискореного росту ціни лазера в порівнянні з динамікою цін на вантажівку[⇨]. Подальший аналіз призводить до висновку, що збільшення використання фактору виробництва, крім капіталу, може бути пов'язано з більш високою (а не нижчою) ціною цього фактору.
На думку критиків з англійського Кембриджа, цей аналіз являє собою серйозну проблему, особливо щодо ринку факторів виробництва, для неокласичного трактування цін як відображення рівня обмеженості ресурсів і простої неокласичної версії ефекту заміщення.

### Аргумент загальної рівноваги
Інший спосіб побачити проблему агрегування не спирається на класичні рівняння ціноутворення. Розглянемо зниження норми прибутку r за умови незмінності кількості капіталу і застосованих технологій. Таке зниження прибутковості можливе тільки при зростанні заробітної плати W. Наслідком будуть зрушення в розподілі доходів, що змінить структуру попиту на різні основні засоби (капітальні блага), що призведе до зміни їх цін. В кінцевому підсумку це викликає зміну значення K (як зазначалось вище). Виходить, що норма прибутку r не залежить від розміру K, як це передбачається в неокласичній моделі. Вплив взаємний — K впливає на г і г впливає на K. Ця проблема іноді розглядається (наприклад, у Мас-Коллеля, 1989) як аналог теореми Зонненшейна — Мантеля — Дебре в теорії загальної рівноваги, з якої випливає, що моделі репрезентативних агентів (зведення усієї безлічі реальних економічних агентів і товарів до економіки, що складається з єдиного «репрезентативного» агента, одного-єдиного товару та лише двох факторів виробництва — праці й капіталу) без серйозних додаткових умов не можуть гарантувати знаходження такого агрегованого попиту/пропозиції, які б мали точно такий вплив на систему, який на неї справляє сукупність безліч різних агентів. Моделі репрезентативних агентів можуть це робити лише в обмежених, специфічних ситуаціях. Всі ці протиріччя говорять про те, що проблеми агрегування пов'язані не тільки з капіталом (K), але і з загальними витратами праці (L).

### Математичний аргумент
Є ще один варіант поглянути на проблему агрегування. Багато економістів-неокласики припускають, що і окремі фірми (або галузі), і економіка в цілому відповідають виробничій функції Кобба-Дугласа з постійною віддачею від масштабу, тобто вихід (випуск) кожної галузі {\displaystyle i} визначається рівнянням:
{\displaystyle Y_{i}=A_{i}.K_{i}^{a}.L_{i}^{1-a}}
де: A — коефіцієнт, що залежить від технології,
K — запас капітальних товарів (передбачається, що його можливо виміряти),
L — кількість витрат праці,
а — представляє технологію для галузі {\displaystyle i} (індекс {\displaystyle i} при а відсутній для зручності).
Проблема ось у чому: якщо ми не накладемо дуже суворі математичні обмеження, ми не зможемо довести, що така виробнича функція Кобба-Дугласа для галузі {\displaystyle i} плюс своя для галузі {\displaystyle j} (плюс функція для галузі {\displaystyle k} і т. д.) у підсумку дадуть виробничу функцію Кобба-Дугласа для економіки в цілому (де K і L є сумою всіх відповідних галузевих вартостей). Щоб сума галузевих виробничих функцій Кобба-Дугласа дорівнювала загальної функції Кобба-Дугласа, виробничі функції для всіх галузей повинні мати однакові значення A та a, що на практиці не спостерігається.

## Зворотне переключення технологій
Концепція зворотного переключення технологій демонструє, що не існує простого (монотонного, односпрямованого) взаємозв'язку між фізично використаними у виробництві ресурсами і рівнем прибутку. Сраффа довів, що можливі ситуації, коли одна й та ж технологія мінімізує виробничі витрати при низькій і високій нормі прибутку (процентних ставках), а інша технологія мінімізує витрати при середніх значеннях прибутковості капіталу. Таким чином, при обранні технології (компонентів фізичного капіталу) для забезпечення мінімальних витрат потрібно орієнтуватись не тільки на технічні аспекти, а і на поточну норму прибутку. З іншого боку, зазвичай відбувається зниження розміру застосовуваного капіталу щодо праці (зниження капіталоозброєності) при зниженні процентної ставки.
Переключення технологій передбачає можливість вільного перерозподілу капіталу, а також наявність зв'язку між високими ставками (або нормою прибутку) і більш капіталомісткими методами виробництва. Таким чином, переключення технологій має на увазі відмову від простої (монотонної) залежності між кількістю застосованого капіталу і нормою прибутку (яку іноді ототожнюють з процентною ставкою). Наприклад, при зниженні прибутковості капіталу комерційні підприємства можуть перейти від використання одного набору технологій (A) до іншого (B) і при подальшому зниженні повернутися до першого (A). Ця проблема виникає як для макроекономічного, так і для мікроекономічного аналізу виробничого процесу та виходить за рамки проблем агрегації, що обговорювались вище.

У статті 1966 року відомий економіст-неокласик Пол Самуельсон резюмує дискусію про зворотне переключення технологій: 
 Явище повернення при дуже низькій нормі прибутку до набору технологій, які здавалися життєздатними тільки при дуже високій процентній ставці, включає в себе більше, ніж просто езотеричні труднощі. Воно показує, що прості міркування Джевонса, Бем-Баверка, Викселля та інших неокласиків (про те, що оскільки процентна ставка падає внаслідок утримання від поточного споживання на користь майбутнього, то й техніка повинна постійно ставати більш швидкою, більш потужною та більш продуктивною) не можуть бути універсальними. — «Підведення підсумків»,Quarterly Journal of Economics, т. 80, 1966, с. 568.
Самуельсон наводить приклад, що включає як сраффівську концепцію виробництва нових товарів з використанням праці та капітальних товарів, які являють собою «мертву» або «колишню» працю (в цьому випадку устаткування не грає самостійну роль фактору виробництва, залишається тільки праця «жива» або «мертва»), так і «австрійську» концепцію «обхідних методів виробництва» (попит на споживчі товари побічно сприяє розвитку добувної та важкої промисловості через що формується лаг у часі між виникненням попиту і появою можливості його задовольнити) — імовірно, фізичної міри капіталоємності .
Замість того, щоб просто приймати неокласичну виробничу функцію як належне, Самуельсон пішов сраффівським шляхом конструювання виробничої функції виходячи з наявності альтернативних варіантів виробництва продукту, які мають різні комбінації факторів виробництва. Самуельсон показує, як максимізація прибутку (мінімізація витрат) вказує на найкращий спосіб виробництва продукції з урахуванням екзогенно (зовні на незмінному рівні) встановлених заробітної плати або норми прибутку. Самуельсон в кінцевому підсумку відкидає свою власну колишню думку про те, що за допомогою «сурогатної виробничої функції» фізично різнорідний капітал можливо розглядати як єдиний товар (капітальне благо), до того ж однорідний з єдиним споживчим товаром.
Розглянемо «австрійський» підхід Самуельсона. У його прикладі є два методи виробництва A та B, які використовують працю в минулому (минулі роки позначено як - 1, - 2, - 3), щоб зробити 1 одиницю продукції зараз (0 — поточний рік).
| період | вхід/вихід    | технологія А | технологія Б |
| ------ | ------------- | ------------ | ------------ |
| - 3    | витрати праці | 0            | 2            |
| - 2    | витрати праці | 7            | 0            |
| - 1    | витрати праці | 0            | 6            |
| 0      | продукт       | 1            | 1            |

Використовуючи цей приклад Самуельсон демонструє, що неможливо визначити рівні «обхідного виробництва» для двох методів в цьому прикладі, що суперечить твердженням австрійської школи. Він показує, що для максимізації прибутку в залежності від норми прибутку
- вище 100 відсотків буде застосовуватись метод А;
- від 50 до 100 відсотків — метод B;
- нижче 50 відсотків — метод А.

Розмір відсоткових ставок у прикладі екстремальний, але досить легко показати, що це явище переключення технологій відбувається і в разі використання більш помірної прибутковості капіталу.
У другій таблиці наведені три можливі відсоткові ставки і підсумкові витрати на оплату праці для двох методів. Оскільки продуктивність кожного з двох процесів однакова (вони випускають однакову кількість однакової продукції), достатньо просто порівняти витрати. Витрати для поточного часу (період 0) розраховуються виходячи з того, що кожна одиниця праці коштує w доларів для найму:
{\displaystyle Cost=(1+i)w.L_{-1}+(1+i)^{2}w.L_{-2}+(1+i)^{3}w.L_{-3}+...+(1+i)^{n}w.L_{-n}}
де {\displaystyle L_{-n}} — кількість трудовитрат за період {\displaystyle n}, що передує поточному (періоду 0).
| ставка відсотка | витрати при методі А | витрати при методі Б |
| --------------- | -------------------- | -------------------- |
| 150 %           | 43,75                | 46,25                |
| 75 %            | 21,44                | 21,22                |
| 0 %             | 7,00                 | 8,00                 |

Жирним шрифтом позначено найдешевший метод, що демонструє переключення між ними. Таким чином, не існує простого (монотонного, безперервного) взаємозв'язку між процентною ставкою і «капіталоємністю» або «обхідними» виробництвами ні на макро-, ні на мікроекономічному рівні агрегації.

## Підсумкові позиції
Вважається, що англійському Кембриджу вдалося показати обмеженість агрегованої виробничої функції та інтерпретації капіталу як «звичайного» фактора виробництва, власник якого отримує дохід пропорційно рідкості і граничної продуктивності, як і власники інших факторів. Тим самим продемонстрована внутрішня суперечливість маржиналістської теорії розподілу, яка виходить з відносної рідкості факторів. Було визнано розбіжність «встановлених» ринком «факторних виплат» з розміром цінності випущеної продукції і наявність проблеми в розмірі частки, належної капіталу в порівнянні з тим рівнем, якщо б він був дійсно іншим «звичайним» фактором. Однак не було запропоновано будь-якого альтернативного інструментарію для агрегування, необхідного в емпіричних дослідженнях економічного зростання, що дозволило неокласичній моделі зростання залишитись в якості навчальної ілюстрації занадто абстрактної теорії, незважаючи на застереження, що «ілюстрації такого роду можуть швидше дезорієнтувати, ніж інформувати про що-небудь».
В кінцевому підсумку, дві ворогуючі школи прийшли до різних висновків щодо цієї дискусії. Корисно процитувати деякі з них.

### Погляди прихильників Сраффи
Ось деякі погляди критиків з англійського Кембриджу:
 Реверсія капіталу [зворотне переключення технологій] позбавляє сенсу неокласичні концепції заміщення ресурсів, браку капіталу або дефіциту робочої сили. Це ставить під сумнів неокласичну теорію капіталу і поняття кривих попиту на ресурси як на рівні економіки, так і на рівні галузей. Це також ставить під сумнів неокласичні теорії виробництва і зайнятості, а також грошову теорію Вікселя, оскільки всі вони позбавлені внутрішнього механізму стабільності. Отже, наслідки для неокласичного аналізу вельми руйнівні. Зазвичай стверджують, що реверсія капіталу ставить під сумнів тільки шкільний різновид неокласичної теорії — макроекономічну теорію, засновану на сукупних виробничих функціях. Однак було відзначено, що коли неокласичні моделі загальної рівноваги поширюються на довгострокову рівновагу, докази стабільності вимагають виключення реверсії капіталу (Schefold 1997). У цьому сенсі усіх неокласичних моделей виробництва торгається реверсія капіталу.— Marc  Lavoie. «Capital Reversing» (2000)
Ці результати руйнують, наприклад, загальну обґрунтованість теорії міжнародної торгівлі Хекшера — Оліна — Самуельсона (як продемонстрували такі автори, як Серхіо Паррінелло, Стенлі Меткалф, Ян Стідман та Лінн Майнверінг),  концепцію нейтрального технічного прогресу по Хиксу  (як показав Стідман), неокласичну теорію податкових інцидентів (як показали Стідман та Меткалф) і теорію оподаткування Пігу, яка застосовується в економіці навколишнього середовища— Christian Gehrke and Christian Lager. «Sraffian Political Economy» (2000)

### Неокласичні погляди
Неокласичний економіст Крістофер Блісс коментує:
 … то, що можна назвати екзистенційним аспектом теорії капіталу, не викликало особливого інтересу протягом останніх 25 років. Невелика група «дійсно віруючих» продовжувала нападати на ортодоксальну теорію капіталу до сьогоднішнього дня, і з цієї компанії походить принаймні один з моїх співредакторів [sic]. Я назву цю слабо зв'язану школу англо-італійськими теоретиками. Жодна назва для неї не є ідеальною, але вибрана мною вказує, в усякому разі, на те, що вплив П'єро Сраффи і Джоан Робінсон, зокрема, має ключове значення. Навіть в цьому випадку в повітрі відчувається запах некрофілії. Якщо поставити запитання: яка нова ідея з'явилася в англо-італійському мисленні за останні 20 років — ми матимемо незручну ситуацію. Це тому, що не ясно, що ж нового з'явилося зі старих, гірких дебатів.

Тим часом масове теоретизування прийняло різні напрямки. Інтерес змістився від великомасштабних моделей загальної рівноваги до простих моделей, в основному ad hoc. Моделі динамічної оптимізації в стилі Ремзі в значній мірі витиснули підхід з фіксованим коефіцієнтом накопичення. «Безліч споживачів», яку Стігліц впровадив в неокласичне моделювання росту, там аж ніяк не процвітає. Замість цього типовим суб'єктом моделі зазвичай є одиничний репрезентативний агент. Нарешті, до моделей екзогенного технічного прогресу (на кшталт моделі Харрода або будь-якої іншої школи 1960-х і наступних десятиліть) приєдналися численні моделі, які роблять технічний прогрес обраним ендогенно з декількох можливих варіантів …
… Чи можливо вирішити старі проблеми з капіталом в рамках сучасних моделей? Якби це вдалось зробити, то результат був би більш конструктивним, ніж «взаємне гарантоване знищення», яке затьмарило деякі дискусії 1960-х років. Вочевидь, що більш складні моделі дають багатші можливості, хоча і не в тій пропорції, в якій оптимізація стимулює пошук рішення моделі. Однак ми знаємо, що моделі з декількома агентами можуть мати множинні рівноваги при оптимальних рішеннях відразу для всіх агентів. Цей напрямок може виявитися дуже плідним.

Старі погляди найкраще поховати, коли вони припускають використання капіталу в якості палиці для побиття маржиналістської теорії. Будь-яка оптимізація в тій чи іншій формі передбачає умови граничної продуктивності. Ці умови є частиною загального рішення. Ні вони, ні показники, які беруть участь в розрахунках, не передують загальному рішенню. Те, що це не завжди було зрозуміло для всіх, погано позначилося на економістах та їх інтелектуальних здібностях— Christopher  Bliss. «Introduction, The Theory of Capital: A Personal Overview» (2005)
У своїй книзі «Теорія капіталу і розподіл доходів» (1975 рік) Блісс показав, що в загальній рівновазі немає ніякого зв'язку між відносним дефіцитом ресурсів і відносною ціною. Однак віддача від кожного фактору залишається рівною його дезагрегованій (індивідуальній) граничній продуктивності.

## Висновок
Частина питань цієї дискусії оберталась навколо високого рівня абстракції та ідеалізації, які виникають при побудові економічної моделі з таких тем, як капітал та економічне зростання. Оригінальні неокласичні моделі агрегованого зростання, представлені Робертом Солоу і Тревором Своном, були прості, з простими результатами і нескладними висновками, які мали на увазі передбачення про реальний, емпіричний світ. Послідовники Робінсон і Сраффи стверджували, що для моделі Солоу-Свона обов'язково повинні виконуватись малоймовірні припущення та умови (які Солоу і Свон проігнорували) і лише в такому разі отримані з моделей висновки можуть щось сказати про оточуючий світ.
Прикладом малоймовірних припущень може служити те, що модель Солоу-Свона передбачає безперервну рівновагу з «повною зайнятістю» всіх ресурсів. Цей момент не отримав великої уваги в дебатах, оскільки його поділяли обидві сторони. Модель також суперечить кейнсианскому підходу, в якому заощадження визначають розмір інвестицій, а не навпаки. Той факт, що критика також була викладена повністю з використанням точно таких же нереалістичних припущень, означало, що було дуже важко що-небудь запропонувати, крім як критикувати Солоу і Свона. Тобто і сраффівські моделі теж були явно відірвані від емпіричної реальності. Тому, як це часто буває в дискусіях, було набагато простіше критикувати неокласичну теорію, ніж розробити повномасштабну альтернативу, яка допоможе нам зрозуміти світ.
У підсумку, прогрес, досягнутий в Кембриджському протистоянні, полягав в тому, що теоретики пройшли шлях від неусвідомлених і при цьому нереалістичних припущень до ясного розуміння необхідності робити такі припущення. Але це залишило прихильників Сраффи в ситуації, коли нереалістичні припущення перешкоджали як емпіричним застосуванням моделей, так і подальшому розвитку теорії.
Хоча Сраффа, Робінсон та інші стверджували, що початкові припущення моделі зростання Солоу-Свона були необґрунтованими, тим не менш, ця модель, що базується на єдиному однорідному товарі-благо-капіталі, залишалась центральним елементом неокласичної макроекономіки та теорії економічного зростання. Вона стала також основою для теорії ендогенного зростання. У деяких випадках використання функції сукупного виробництва виправдано зверненням до інструментальної методології та необхідністю спрощення у емпіричній роботі.
Теоретики-неокласики, такі як Блісс (цитується вище), в цілому прийняли «англо-італійську» критику простої неокласичної моделі і пішли далі, застосувавши «більш загальне» політико-економічне бачення неокласичної економіки до нових питань. Деякі теоретики, такі як Едвін Бурмейстер і Френк Хан, стверджували, що сувора неокласична теорія найбільш адекватно викладена з точки зору мікроекономіки і межчасових моделей загальної рівноваги.
Критики, такі як Пьеранджело Гареньяні (2008), Фабіо Петрі (Fabio Petri, 2009) і Бертрам Шефолд(2005), неодноразово стверджували, що такі моделі емпірично не застосовні, і що в будь-якому випадку в таких моделях виникають проблеми з натуральною формою капіталу. Абстрактна природа таких моделей ускладнила чітке виявлення цих проблем у такій самій ясній формі, як вони виявляються в моделях довгострокового зростання.
Оскільки Самуельсон був одним з головних неокласичних захисників ідеї про те, що неоднорідний фізичний капітал можливо розглядати як єдиний капітальний товар, його стаття (обговорювана вище) переконливо показала, що результати спрощених моделей з одним капітальним товаром не обов'язково підтверджуються в більш загальних моделях. У подальших працях Самуельсон в основному використовує багатогалузеві моделі леонтьєвско-сраффівської традиції замість неокласичної агрегованої моделі.
Найчастіше неокласики просто ігнорують протиріччя, при цьому багато хто навіть не знає про нього. Дійсно, переважна більшість економічних шкіл в Сполучених Штатах взагалі не вчать цьому своїх студентів:
Для протоколу важливо відзначити, що ключові учасники дебатів відкрито визнали свої помилки. Сьоме видання «Економіки» Самуельсона було очищене від помилок. Левхарі і Самуельсон опублікували статтю, яка починалася словами: «Ми хочемо чітко заявити, що пов'язана з нами теорема про не переключення [технологій] з усією визначеністю невірна. Ми вдячні д-ру Пазінетті …»(Levhari and Samuelson, 1966). Леланд Йегер та я спільно опублікували записку, в якій визнається його більш рання помилка і в якій ми намагаємося вирішити конфлікт між нашими теоретичними поглядами (Burmeister and Yeager, 1978).

Однак збиток був нанесений, і Кембридж (Велика Британія) «оголосив перемогу»: Левхарі був не правий, Самуельсон був неправий, Солоу був не правий, MIT був неправий, і тому неокласична економіка помилялась. В результаті є деякі групи економістів, які відмовилися від неокласичної економіки заради власних удосконалень класичної економіки. У Сполучених Штатах, з іншого боку, панівна економічна наука продовжує вести себе так, як ніби суперечки ніколи не було. Підручники макроекономіки подають «капітал» так, наче це добре опрацьована концепція, хоча це і не так, за винятком уявного світу, в якому весь капітал зводиться до одного дуже спеціальному капітального блага (або в інших нереалістично обмежених умовах). Проблеми різнорідності засобів виробництва (капітальних благ) також ігнорувалися в «революції раціональних очікувань» і практично у всіх економетричних працях.— Edwin Burmeister. «The Capital Theory Controversy» (2000)